# Nesjar Futsal
Il Nesjar Futsal è una squadra norvegese di calcio a 5, con sede a Helgeroa.

## Storia
Il Nesjar ha partecipato alla Futsal Eliteserie 2012-2013. Il 3 novembre 2012 ha giocato la prima partita in questa lega, pareggiando col punteggio di 3-3 contro il Vegakameratene. Il Nesjar ha chiuso la stagione al 9º e penultimo posto in classifica, retrocedendo pertanto in 1. divisjon.

## Stagioni precedenti
- 2012-2013